# Іній

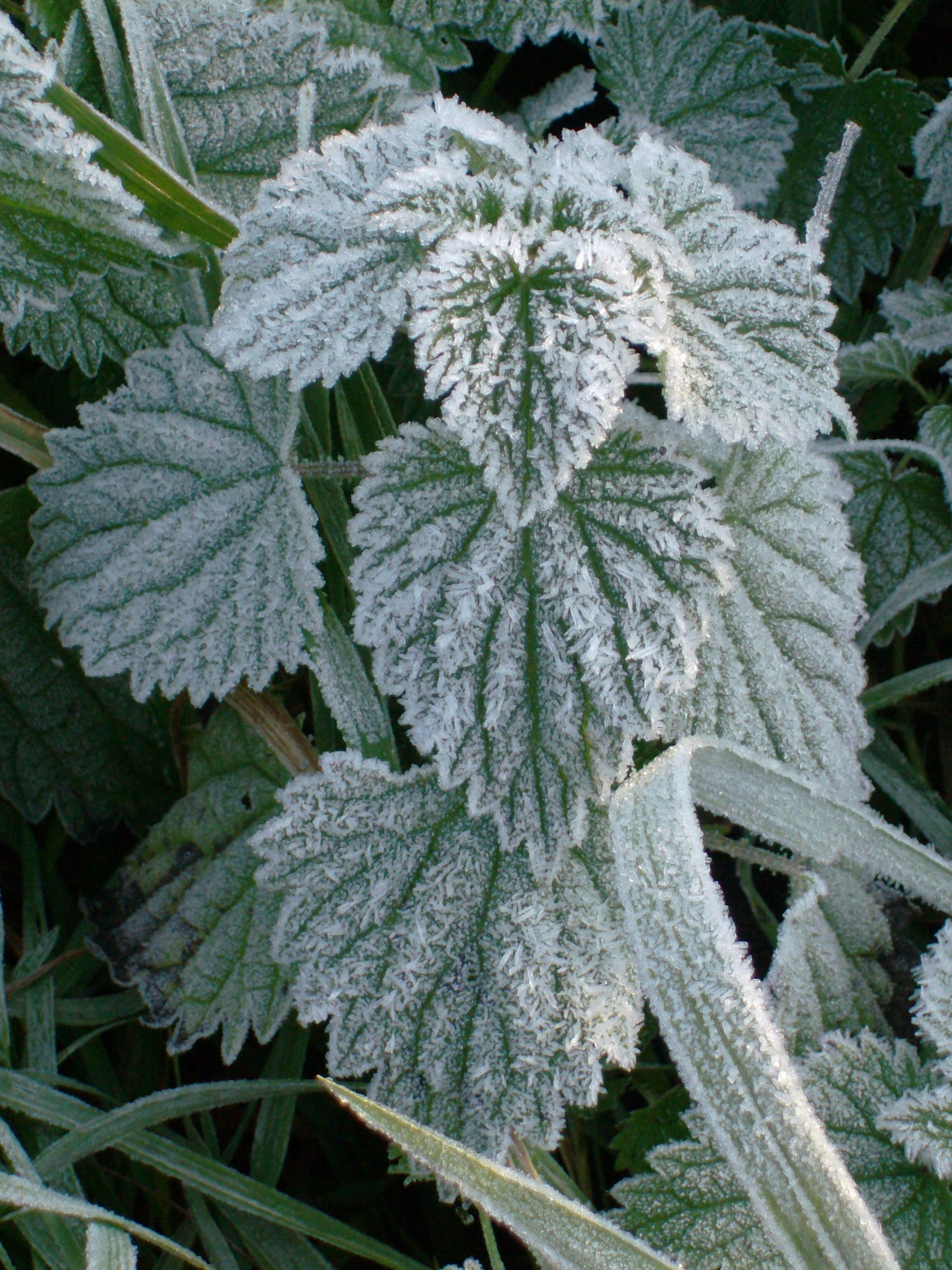
Іній на кропиві

І́ній — шар кристалів льоду, який утворюється на різноманітних поверхнях (ґрунті, предметах, сніговому покриві) шляхом десублімації водяної пари внаслідок їхнього радіаційного вихолоджування до від'ємних температур. Це один з видів твердих атмосферних опадів.
Утворюється в ясні безвітряні ночі в холодну пору року (за температур нижчих від 0 °С) замість роси.
Найсприятливішими для утворення інею є ясні безвітряні ночі та шорсткі поверхні тіл, що мають малу теплопровідність (наприклад, дерев'яні лави, відкритий ґрунт тощо). Слабкий вітер, який зумовлює зіткнення з холодною поверхнею все нових мас вологого повітря, вельми сприяє утворенню інею, а сильний вітер є перешкодою цьому процесу.
Коли морози слабкі, то кристали інею мають форму шестикутних призм, у разі помірних морозів — пластинок, а за сильних — тупих голок.
У побуті іній часто не відрізняють від кристалічної паморозі, яка утворюється на дротах, сучках дерев, окремих травинках тощо.